# Chris Bell (músico)
Christopher Branford Bell (12 de enero de 1951 - 27 de diciembre de 1978) fue un guitarrista estadounidense, cantante, y compositor. Junto con Alex Chilton,  dirigía la banda de pop Big Star a través de su primer álbum #1 Record (1972). También persiguió una carrera como solista a mediados de la década de 1970, dando como resultado el póstumo I Am the Cosmos LP.
All Music Guide elogió a Bell como "uno de los héroes desconocidos de la música pop estadounidense" y notó su impresión duradera, diciendo: "A pesar de una vida marcada por la tragedia y una carrera paralizada por la indiferencia comercial, el delgado cuerpo de trabajo grabado del cantante y compositor demostró masivamente influyente en las generaciones de rockeros indie que surgieron a su paso."
Su catálogo de rock proto-alternativo ha inspirado a gente como Beck, REM, Teenage Fanclub, Primal Scream, Afghan Whigs, Pete Yorn, Wilco, The Posies y The Replacements, todos los cuales han cubierto su música o han expresado su admiración por Big Star en la prensa.
Su vida se documentó en el aclamado Big Star: Nothing Can Hurt Me, publicado en 2013 en Magnolia Pictures.
En agosto de 2018, la vida de Bell y la carrera de Big Star se documentaron en el libro There Was a Light: La historia cósmica de Chris Bell y Rise of Big Star. La biografía del estilo de historia oral contiene entrevistas raras con Bell, sus compañeros de banda, amigos y familiares.

## Carrera temprana
Antes de su trabajo más famoso en la década de 1970 con Alex Chilton, Bell tocó en varias bandas de garaje de Memphis a partir de la década de 1960. Comenzó a tocar música a los 12 años, influenciado en gran medida por The Beatles y otros grupos de la Invasión Británica como The Yardbirds and The Who. Uno de los primeros grupos de Bell incluía a los nativos de Memphis, Richard Rosebrough y Terry Manning, con quienes continuó trabajando durante el resto de su carrera musical. Rosebrough, nacida el 16 de septiembre de 1949, murió el 18 de octubre de 2015 después de un período de mala salud.
En 1964 y 1965, Bell tocó la guitarra principal en un grupo influenciado por la Invasión Británica llamado Jynx (el nombre es un despegue en The Kinks) con músicos locales, incluido el vocalista Mike Harris, el guitarrista David Hoback, el baterista DeWitt Shy y el bajista. Bill Cunningham, y luego, el bajista Leo Goff. Otros vocalistas principales en algunos de los espectáculos y ensayos del grupo (aunque no están presentes en sus grabaciones) incluyeron a los adolescentes locales Ames Yates, Vance Alexander y Alex Chilton. Chilton, quien asistió a muchos shows de Jynx y cantó las voces principales en un par de conciertos, pronto se unió a Box Tops con Cunningham, cuando Jynx se separó en 1966. Bell continuó tocando y grabando en Memphis durante el resto de la década, incluyendo un Estancia en la pesada banda de psico-rock Christmas Future con Terry Manning y Steve Rhea. A fines de la década de 1960, después de asistir a UT en Knoxville, se había concentrado en escribir canciones originales, y Manning llevó a Bell al estudio para sus primeras grabaciones profesionales como guitarrista de sesión.

## Big Star
El grupo más tarde conocido como Big Star surgió de dos proyectos de la banda Bell que comenzaron a fines de la década de 1960, mientras grababa y tocaba en vivo en grupos llamados Icewater y Rock City. Estos grupos contaron con un conjunto de músicos giratorios que incluyen a Jody Stephens, Terry Manning, Tom Eubanks, Andy Hummel, Richard Rosebrough, Vance Alexander y Steve Rhea. Las grabaciones de estos grupos aparecen en la colección de varios artistas Rockin 'Memphis 1960's-1970's Vol. 1, Rock City (2003) y Looking Forward: The Roots of Big Star (2017).
Bell le pidió a Chilton que se uniera varios meses después de que el grupo comenzara a actuar. Finalmente, durante un período de grabación de demostraciones y pistas para su primer álbum, el grupo optó por el nombre 'Big Star'. La alineación para el primer álbum de Big Star estaba compuesta por Bell (guitarras / voces), Chilton (guitarras, voces), Hummel (bajo, voces) y Stephens (batería, voces). Bell y Chilton escribieron la mayoría de las canciones del grupo, con contribuciones ocasionales de escritura de Hummel y Stephens. Manning tocó los teclados y se emplearon varios trompetistas de sesión. Bell estuvo más influenciado por la música de la Invasión británica que por Chilton, y mantuvo firmemente sus influencias pop orientadas a los Beatles a lo largo de su carrera.
Junto con el fundador de Ardent Studios, John Fry, y el ingeniero Terry Manning, a Bell se le atribuye gran parte del trabajo de mezcla e ingeniería realizado en el primer álbum # 1 de Big Star. Después de que este álbum no logró el éxito comercial (en parte debido a la confusión de su distribuidor orientado al alma, Stax, en la comercialización del álbum), Bell dejó la banda en 1972. Luchó con la depresión por el resto de su vida. También tuvo problemas con el alcohol y otras drogas al mismo tiempo que se sumergió en el cristianismo. Según su hermano David, Bell pudo haber dejado Big Star debido a la creencia de que se había visto opacado por el más famoso Chilton.n.

## Trabajo de solista
Bell se concentró en el trabajo de solista después de dejar Big Star, grabando demostraciones en Ardent Studios y Shoe Recording en Memphis con viejos amigos como Rosebrough, Manning, Cunningham, Ken Woodley y, ocasionalmente, Chilton y Jim Dickinson. Una de las canciones solistas más conocidas de Bell de este período es "You and Your Sister", con el trabajo de guitarra y la voz de Bell, la voz de Chilton, y los arreglos de cuerdas y el trabajo de bajo de Cunningham. De 1975 a 1976, Bell coprodujo sesiones de grabación para el grupo de power pop Prix, y contribuyó con la guitarra y la voz de acompañamiento. Bell también tocó en grupos con el compositor local Keith Sykes, así como los Baker Street Regulars con Van Duren y Jody Stephens en 1976.
A fines de la década de 1970, algunas de las letras de las canciones pop de Bell comenzaron a reflejar la influencia de su interés en la espiritualidad cristiana. A pesar de que lanzó "I Am the Cosmos", respaldado con "You and Your Sister" como sencillo en 1978 en el sello de Chris Stamey's Car Records, ninguno de sus materiales en solitario fue lanzado en un álbum de larga duración. En este momento, Bell trabajó en el restaurante de su padre y continuó lidiando con la depresión clínica.
Casi 14 años después de su muerte, las canciones de su sencillo Car Records y varias de sus otras grabaciones de la década de 1970 se publicaron en el CD completo de 1992 de I Am the Cosmos en Rykodisc. Al igual que con su trabajo con Big Star, el álbum recibió críticas críticas muy favorables. Al darle al álbum una "A-", Robert Christgau escribió que estaba "claro en el álbum solista póstumo de Bell ... que Big Star fue idea suya"."
En 2009, I Am the Cosmos fue relanzado como una versión de lujo de dos CD por Rhino Handmade con largas notas de liner, versiones alternativas y pistas adicionales..

## Muerte
Bell murió el 27 de diciembre de 1978 a la edad de 27 años cuando perdió el control de su automóvil deportivo Triumph TR7, poco después de la 1:00 a. m. Estaba en camino a casa después de un ensayo de la banda. El coche golpeó un poste de luz de madera en el lado de la carretera. El palo cayó y lo mató al instante. Su muerte a la edad de 27 años le valió un lugar en el infame Club de los 27. Su funeral se llevó a cabo al día siguiente, 28 de diciembre, en el cumpleaños del excompañero de banda Alex Chilton.

## Influencia
La música de Bell y la de Big Star se hicieron populares entre los músicos de rock alternativo en los años 80 a través del boca a boca. Finalmente, artistas conocidos como R.E.M., Ian Moore, Teenage Fanclub y The Replacements comenzaron a promocionar las grabaciones de Big Star como obras significativas. Este Mortal Coil, que había grabado versiones anteriores de canciones posteriores a Chris Bell Big Star, grabó versiones de "I Am the Cosmos" y "You and Your Sister" en su álbum Blood de 1991. En 1992, The Posies lanzó un sencillo de 7 "con" Feel "/" I Am the Cosmos "en Pop Llama.
La canción pop de Big Star "In the Street", que contó con las armonías de Bell y Chilton, fue elegida como una canción representativa de la década de 1970 por los productores del programa de televisión That '70s Show en 1998; Aunque la grabación de la canción Big Star nunca se presentó, se usaron dos versiones diferentes de la canción en la serie como tema de los créditos de apertura. El segundo, grabado por Cheap Trick en 1999, con letra revisada, también se incluyó en That '70s Show Presents That' 70s Album: Rockin '.
Más tarde, la canción de Bell "Speed of Sound" apareció en el álbum de Flaming Lips Late Night Tales: The Flaming Lips. La versión de Bell de "Speed of Sound" se escucha a través de los créditos iniciales de la película Infinite Playlist de Nick and Norah. Beck cubre "I Am the Cosmos" en concierto.

## Discografía
The Jynx EPs
- Greatest Hits! – (Norton Records, 10-inch vinyl EP, 2000) TED-1003

Icewater and Rock City LPs
- Rock City – (Lucky Seven Records CD, 2003) CD 9209
- Looking Forward: The Roots of Big Star – (Omnivore Recordings, 2017))

Big Star LPs ft. Chris Bell
- #1 Record – (Ardent Records LP, 1972) ADS-2803

Big Star singles ft. Chris Bell
- "Don't Lie to Me" / "Watch the Sunrise" (Ardent, 1972) ADA-2904
- "Thirteen" / "Watch The Sunrise" (Ardent, 1972) Promo, mislabeled: reads "Don't Lie to Me" but plays "Thirteen".) ADA-2904
- "In the Street" / "When My Baby's Beside Me" (Ardent, 1972) ADA-2902
- "Feel (alternate mix)" / "Mod Lang (unissued single mix)"  (Rhino, 2009) R7 521272

Chris Bell solo LPs
- I Am the Cosmos – (Rykodisc CASS/CD, 1992) RCD 10222
- I Am the Cosmos – (Four Men with Beard, vinyl LP, 2006) 4M 143
- I Am the Cosmos - Deluxe Edition – (Rhino Handmade 2CD, 2009) RHM2 521305
- I Am the Cosmos - (Omnivore Recordings LP, 2017) OVLP-231
- I Am the Cosmos - Deluxe Edition – (Omnivore Recordings 2CD, 2017) OVCD-231

Chris Bell solo singles
- "I Am the Cosmos"/"You and Your Sister" – (Car Records single, 1978) CRR6
- "Country Morn" – (Back of Car zine, 6-inch promo flexi-disc, 1995)
- "I Am the Cosmos"/"You and Your Sister" – (Rhino/Car, limited w/ CD, 2009) PR7 521384

Big Star compilations
- A Little Big Star (Rykodisc, 1992) – promo sampler
- Biggest (Line Records, 1994)
- The Best of (Ace Records, 1999)
- Big Star Story (Rykodisc, 2003)
- Keep an Eye on the Sky (Rhino, 2009) – box set
- Nothing Can Hurt Me (Omnivore Recordings, 2013) – film soundtrack
- Playlist (1972-2005) (Legacy Recordings, 2013)
- Thank You Friends: The Music of Big Star, Alex Chilton, and Chris Bell (Omnivore Recordings promo CD, 2013)

Big Star EPs w/ Chris Bell
- Jesus Christ (Omnivore Recordings, 2015) - 10", Limited Edition – OVS10-153

Compilaciones de varios artistas.
- D.I.Y.: Come Out and Play - American Power Pop (1975-78) - "I Am the Cosmos" – (Rhino Records CD, 1993)
- Oxford American: 2003 Southern Music CD No. 6 – "You and Your Sister" – (Oxford American promo CD, 2003)
- Rockin' Memphis: 1960s–1970s, Volume 1 – (Lucky Seven Records CD, 2003)
- Garage Beat '66, Vol. 2: Chicks Are for Kids! – (Sundazed Music CD, 2004)
- Thank You Friends: The Ardent Records Story – (Big Beat CD, April 2008)
- Nick and Norah's Infinite Playlist: Music from the Original Motion Picture Soundtrack – (Atlantic, 2008)

Aparece en
- Freaks of Nature (film) - "My Life is Right" (Big Star) featured in film – (Columbia Pictures, 2015)[7]

Chris Bell es invitado como guitarrista
- Terry Manning Home Sweet Home (Enterprise, 1970)
- Tommy Hoehn Blow Yourself Up / Love You All Day single (Power Play, 1977)

## Filmografía
- Big Star: Nothing Can Hurt Me (2013, Magnolia Pictures)